# Taiyo
Taiyo (jelentése Nap), napsugárzás és termoszféra űreszköz (Solar Radiation and Thermospheric Strucure) (SRATS), Japán 6. műholdja, tudományos műhold.

## Küldetés
A 3. hasonló, önálló tudományos és technikai feltételekkel rendelkező Nap és ionoszféra kutató műhold.

## Jellemzői
Építette és működtette Uchu Kagaku Kenkyujo (japánul: 宇宙 科学研究 本部), 1964-től Institute of Space and Astronautical Science (ISAS), 2003-tól JAXA.
1975. február 24-én a Kagosimai ISAS űrközpontból (Kagoshima Space Center) egy Mu–3C–2 hordozórakétával állították magas Föld körüli pályára (HEO = High-Earth Orbit).
Megnevezései: Taiyo; Taiyo (1975-014A); Solar Radiation And Thermospheric Satellite (SRATS); Scientific Satellite (SS –3). Kódszáma: SSC 7671.
Formája nyolcszögletű oszlopos test, átmérője 75, magassága 65 centiméter. Feladata aeronómiai (8 féle) mérések végzése, mérte az ionizáló napsugárzást, a Föld ultraibolya albedóját, az ionoszféra egyes komponenseinek sűrűségét és az ionösszetételt. Vizsgálatai az egyenlítői zónára korlátozódtak. Nemzetközi kutatási együttműködés keretében a nyugatnémet AEROS–B műhold hasonló méréseit összehasonlították, elemezték. Forgó mozgású (10 mp /perc), giroszkóppal stabilizált, geomágneses igazodása függőleges a Föld irányába. Négy új típusú napelemtáblával (5700 napelem) felszerelt, 15 W teljesítmény biztosításával, éjszakai (földárnyék) energia ellátását ezüst-cink akkumulátorok biztosították. Az orbitális egység pályája 120,1 perces, 31,5 fokos hajlásszögű, elliptikus pálya perigeuma 260 kilométer, az apogeuma 3140 kilométer volt. Hasznos tömege 86 kilogramm.
1980. június 29-én 1952 napot (5.34 év) követően belépett a légkörbe és megsemmisült.